# US tenniskampioenschap 1925
De 45e editie van het Amerikaanse grandslamtoernooi, het US tenniskampioenschap 1925 werd gehouden op twee verschillende locaties. Voor de vrouwen was het de 39ste editie. Alle onderdelen uitgezonderd het mannen dubbelspel werd gehouden op de West Side Tennis Club in Forest Hills New York. Het mannen dubbelspel werd gehouden op de Longwood Cricket Club in Brookline. 
De heren enkelspelfinale ging voor het zevende jaar op rij tussen Bill Tilden en Bill Johnston. Tilden won voor het zesde jaar op rij de titel. Bill Tilden won zijn achtste grandslamtoernooi in het mannenenkelspel, hiermee verbeterde hij het record van Richard Sears, William Renshaw en William Larned.

## Belangrijkste uitslagen
Mannenenkelspel

Finale: Bill Tilden (VS) won van Bill Johnston (VS) me 4-6, 11-9, 6-3, 4-6, 6-3 
Vrouwenenkelspel

Finale: Helen Wills (VS) won van Kitty McKane (VK) met 3-6, 6-0, 6-2 
Mannendubbelspel

Finale: Vincent Richards (US) en Richard Norris Williams (VS) wonnen van John Hawkes (Australië) en Gerald Patterson (Australië) met 6-2, 8-10, 6-4, 11-9 
Vrouwendubbelspel

Finale: Mary Browne (VS) en Helen Wills (VS) wonnen van Marion Jessup (VS) en Eleanor Goss (VS) met 6-4, 6-3 
Gemengddubbel

Finale: Kitty McKane (VS) en John Hawkes (Australië) wonnen van Ermintrude H. Harvey (VK) en Vincent Richards (VS) met 6-2, 6-4 
Een toernooi voor junioren werd voor het eerst in 1973 gespeeld.
1881 · 1882 · 1883 · 1884 · 1885 · 1886 · 1887 · 1888 · 1889 · 1890 · 1891 · 1892 · 1893 · 1894 · 1895 · 1896 · 1897 · 1898 · 1899 · 1900 · 1901 · 1902 · 1903 · 1904 · 1905 · 1906 · 1907 · 1908 · 1909 · 1910 · 1911 · 1912 · 1913 · 1914 · 1915 · 1916 · 1917 · 1918 · 1919 · 1920 · 1921 · 1922 · 1923 · 1924 · 1925 · 1926 · 1927 · 1928 · 1929 · 1930 · 1931 · 1932 · 1933 · 1934 · 1935 · 1936 · 1937 · 1938 · 1939 · 1940 · 1941 · 1942 · 1943 · 1944 · 1945 · 1946 · 1947 · 1948 · 1949 · 1950 · 1951 · 1952 · 1953 · 1954 · 1955 · 1956 · 1957 · 1958 · 1959 · 1960 · 1961 · 1962 · 1963 · 1964 · 1965 · 1966 · 1967
↓ open tijdperk ↓
1968 (m-v-md-vd-gd) ·
1969 (m-v-md-vd-gd) ·
1970 (m-v-md-vd-gd) ·
1971 (m-v-md-vd-gd) ·
1972 (m-v-md-vd-gd) ·
1973 (m-v-md-vd-gd) ·
1974 (m-v-md-vd-gd) ·
1975 (m-v-md-vd-gd) ·
1976 (m-v-md-vd-gd) ·
1977 (m-v-md-vd-gd) ·
1978 (m-v-md-vd-gd) ·
1979 (m-v-md-vd-gd) ·
1980 (m-v-md-vd-gd) ·
1981 (m-v-md-vd-gd) ·
1982 (m-v-md-vd-gd) ·
1983 (m-v-md-vd-gd) ·
1984 (m-v-md-vd-gd) ·
1985 (m-v-md-vd-gd) ·
1986 (m-v-md-vd-gd) ·
1987 (m-v-md-vd-gd) ·
1988 (m-v-md-vd-gd) ·
1989 (m-v-md-vd-gd) ·
1990 (m-v-md-vd-gd) ·
1991 (m-v-md-vd-gd) ·
1992 (m-v-md-vd-gd) ·
1993 (m-v-md-vd-gd) ·
1994 (m-v-md-vd-gd) ·
1995 (m-v-md-vd-gd) ·
1996 (m-v-md-vd-gd) ·
1997 (m-v-md-vd-gd) ·
1998 (m-v-md-vd-gd) ·
1999 (m-v-md-vd-gd) ·
2000 (m-v-md-vd-gd) ·
2001 (m-v-md-vd-gd) ·
2002 (m-v-md-vd-gd) ·
2003 (m-v-md-vd-gd) ·
2004 (m-v-md-vd-gd) ·
2005 (m-v-md-vd-gd) ·
2006 (m-v-md-vd-gd) ·
2007 (m-v-md-vd-gd) ·
2008 (m-v-md-vd-gd) ·
2009 (m-v-md-vd-gd) ·
2010 (m-v-md-vd-gd) ·
2011 (m-v-md-vd-gd) ·
2012 (m-v-md-vd-gd) ·
2013 (m-v-md-vd-gd) ·
2014 (m-v-md-vd-gd) ·
2015 (m-v-md-vd-gd) ·
2016 (m-v-md-vd-gd) ·
2017 (m-v-md-vd-gd) ·
2018 (m-v-md-vd-gd) ·
2019 (m-v-md-vd-gd) ·
2020 (m-v-md-vd) ·
2021 (m-v-md-vd-gd) ·
2022 (m-v-md-vd-gd) ·
2023 (m-v-md-vd-gd)  ·
2024 (m-v-md-vd-gd)
Lijst van US Openwinnaars